# کتابخانه باتلر
کتاب‌خانهٔ باتلر متعلق به انجمن اسپرانتوی انگلستان است و یکی از بزرگ‌ترین و مهم‌ترین کتاب‌خانه‌های زبان فراساخته‌ی اسپرانتو در سراسر جهان است.